# Vought OS2U Kingfisher
Vought OS2U Kingfisher là một loại thủy phi cơ thám sát trang bị trên các tàu chiến của Hoa Kỳ.

## Biến thể

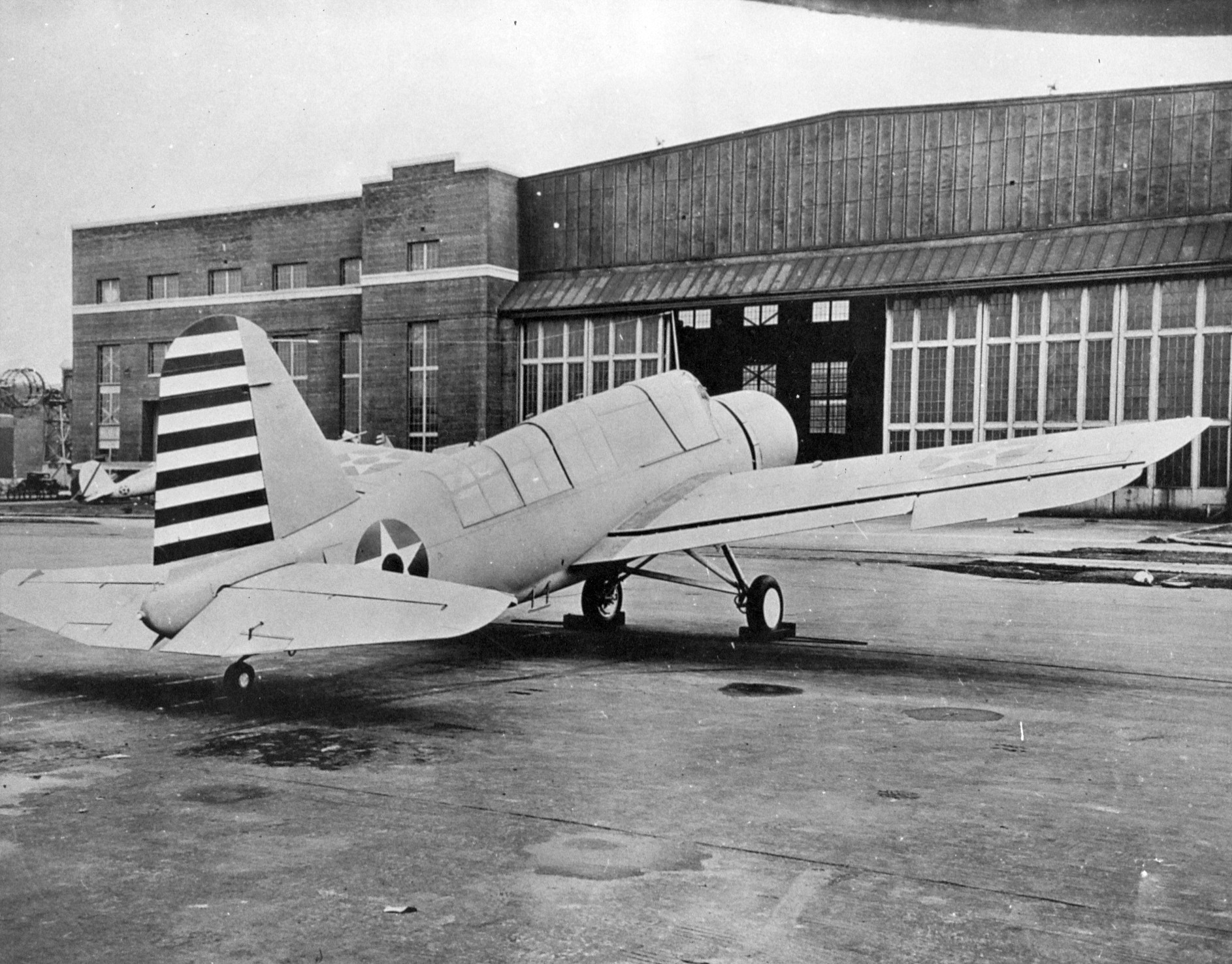
An OS2N-1 at the Naval Aircraft Factory, 1941.

XO2SU-1
OS2U-1
OS2U-2
OS2U-3
OS2U-4
OS2N-1
Kingfisher I

## Quốc gia sử dụng

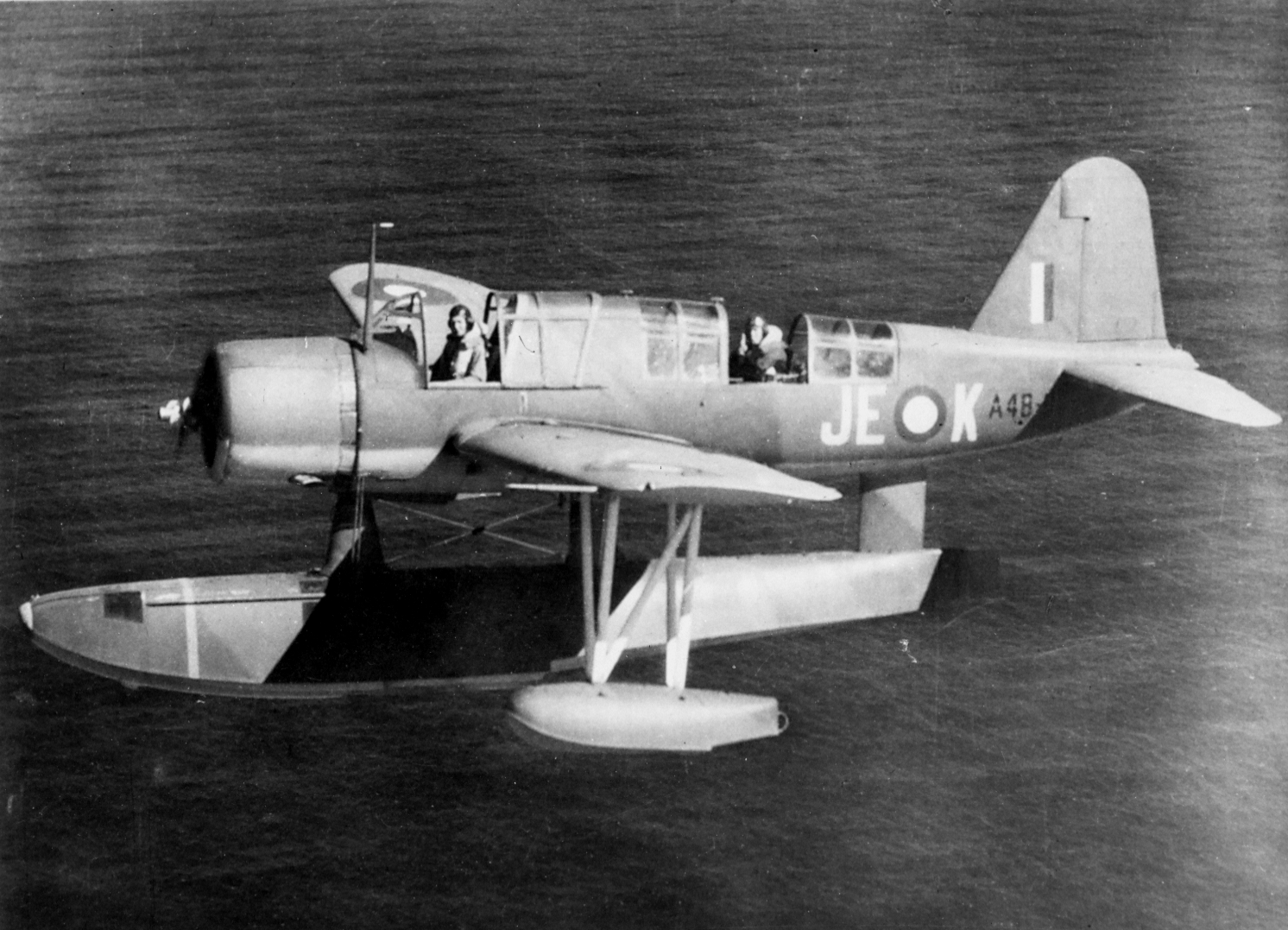
An OS2U of 107 Sqn RAAF.

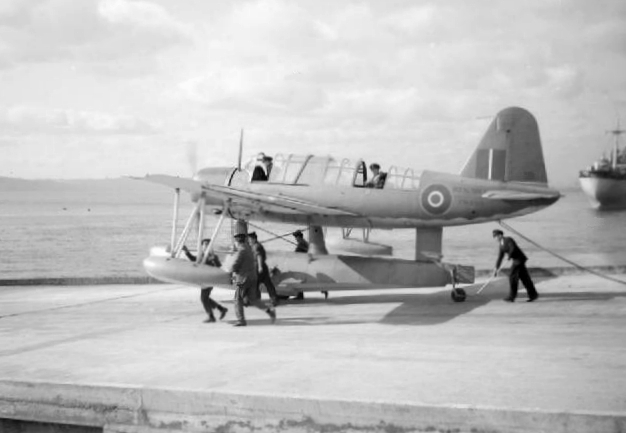
A Fleet Air Arm 778 NAS Kingfisher at Arbroath.

Úc
- Không quân Hoàng gia Australia

 Chile
15 chiếc, 1942–1957.
 Cuba
- Không quân Hải quân Cuba

 Cộng hòa Dominica
(3 chiếc)
 México
6 chiếc.
 Hà Lan
24 chiếc.
 Liên Xô
- Không quân Hải quân Xô viết

2 chiếc trên tàu USS Milwaukee (Murmansk)
 Anh Quốc
- Không quân Hải quân Hoàng gia

100 chiếc.
 Hoa Kỳ
- Hải quân Hoa Kỳ
- Thủy quân Lục chiến Hoa Kỳ
- Bảo vệ Bờ biển Hoa Kỳ - 40 chiếc.

 Uruguay
- Hải quân Uruguay (6)

## Tính năng kỹ chiến thuật (OS2U-3)

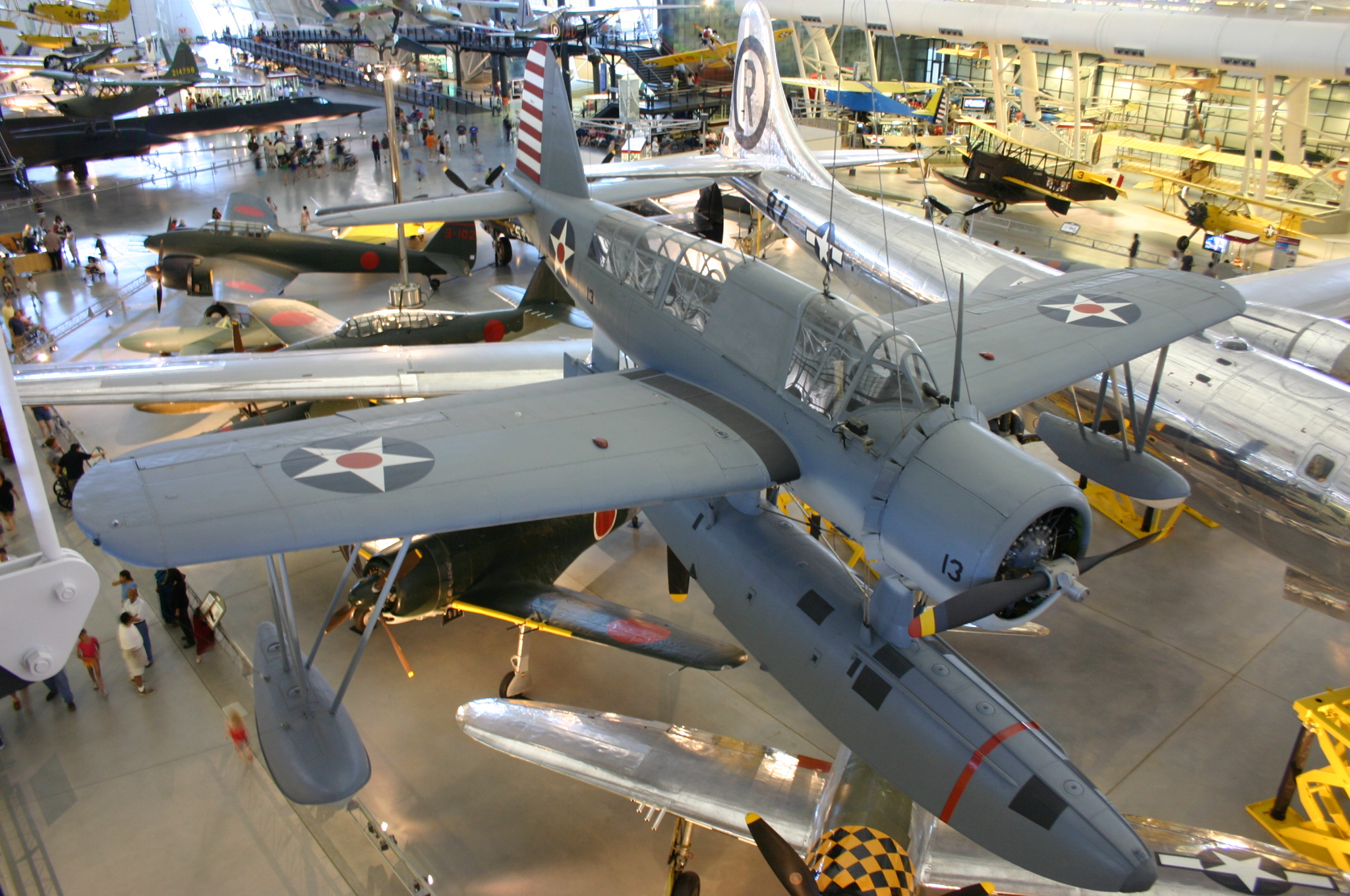
OS2U Kingfisher tại Trung tâm Steven F. Udvar-Hazy.

### Đặc điểm riêng
- Tổ lái: 2
- Chiều dài: 33 ft 10 in (10.31 m)
- Sải cánh: 35 ft 11 in (10.95 m)
- Chiều cao: 15 ft 1.5 in (4.61 m)
- Diện tích cánh: 262 ft² (24 m²)
- Trọng lượng rỗng: 4,123 lb (1,870 kg)
- Trọng lượng cất cánh tối đa: 6,000 lb (2,721 kg)
- Động cơ: 1 × Pratt & Whitney R-985-AN-2, 450 hp (336 kW)

### Hiệu suất bay
- Vận tốc cực đại: 164 mph (264 km/h)
- Tầm bay: 805 mi (1,296 km)
- Trần bay: 13,000 ft (3,960 m)

### Vũ khí
- Súng: 2 × súng máy M1919 Browning.30 in (7.62 mm)
- Bom: 650 lb (295 kg)